# Stazione di Bietigheim-Bissingen
La stazione di Bietigheim-Bissingen è la maggiore stazione ferroviaria della città tedesca di Bietigheim-Bissingen. È posta sulla linea Stoccarda-Würzburg ("Frankenbahn") ed è origine della linea per Bruchsal ("Westbahn"); in passato era anche origine della linea per Backnang.

## Storia
Dopo la seconda guerra mondiale il vecchio fabbricato viaggiatori, posto ad isola fra i binari, venne sostituito da un moderno edificio in posizione laterale, progettato da Helmut Conradi e inaugurato il 27 luglio 1961.

## Riproduzione modellistica
Il fabbricato viaggiatori della stazione di Bietigheim-Bissingen, combinato con quello della stazione di Landau, servì da ispirazione alla ditta Vollmer per un modello in scala H0 denominato "Rheinburg" e per uno in scala N denominato "Freistadt".

### Fonti
- (DE) Martin Schack e Ulrich Langner, Neue Bahnhöfe. Empfangsgebäude der Deutschen Bundesbahn 1948 – 1973, 1ª ed., Berlino, Neddermeyer, 2004, ISBN 3-933254-49-3.

### Testi di approfondimento
- (DE) Die Bundesbahn, n. 17, 1961,  pp. 810 ss, ISSN 1089-1096 (WC · ACNP).